# 枚方市立殿山第一小学校
枚方市立殿山第一小学校（ひらかたしりつ とのやまだいいちしょうがっこう）は、大阪府枚方市上野一丁目にある公立小学校。

## 沿革
1875年に設置された小学校を起源とする。当初は所在地の牧野村の名前から「牧野小学校」と名乗っていたが、牧野村が1935年2月11日に招提村と合併して殿山町になったことに伴い、現在の「殿山第一」の名称となっている。殿山町は1938年11月3日に枚方町に編入されたが、学校名称はそのまま継承された。なお牧野小学校の名称は後年になり、昭和時代に入って新設された小学校（枚方市立牧野小学校）の名称として採用されている。
昭和時代初期、学校が村南部にあったことで住民らが村北部への分校設置を求めていた。しかし1934年9月21日の室戸台風で校舎が倒壊し、学校復旧に伴う村財政の圧迫で分校設置が困難な状況になった。このため、「隣接する招提村にあり、同じく室戸台風で被災して校舎復旧が必要な招提尋常高等小学校（現在の殿山第二小学校）を牧野村寄りに新築移転し、牧野村北部を招提小学校校区に加える。牧野小学校は規模を縮小して復旧する」としたことが、招提村との合併で殿山町が発足した要因となっている。
また1939年3月1日には禁野火薬庫爆発により、校舎を焼失している。
地域の宅地化に伴う児童数の増加によって周辺地域で新設校が開校したことに伴い、1950年代以降数度にわたって校区の変更がおこなわれている。

### 年表[2]
- 1875年5月 - 堺県第百五十五番渚小学校として開校。
- 1887年4月 - 交野郡牧野尋常小学校と改称。
- 1896年 - 郡の合併により、北河内郡牧野尋常小学校と改称。
- 1910年4月 - 高等科を併置し、北河内郡牧野尋常高等小学校と改称。
- 1934年9月21日 - 室戸台風により旧校舎の一部が倒壊。児童15名・教職員2名が死亡。
- 1935年2月11日 - 合併による殿山町の発足により、北河内郡殿山第一尋常高等小学校と改称。
- 1935年4月1日 - 従来の校区の一部（旧牧野村北部）を、北河内郡殿山第二尋常高等小学校（現在の枚方市立殿山第二小学校）校区へ編入。
- 1936年10月25日 - 室戸台風からの復旧工事完了。校舎復興記念式典を実施。
- 1939年3月1日 - 禁野火薬庫爆発により、校舎全焼。
- 1941年4月1日 - 国民学校令により、北河内郡殿山第一国民学校と改称。
- 1947年4月1日 - 学制改革により、枚方町立殿山第一小学校と改称。
- 1947年8月1日 - 枚方市の市制施行により、枚方市立殿山第一小学校と改称。
- 1957年6月1日 - 校区の一部を、新設の枚方市立山田第二小学校（現枚方市立明倫小学校）校区へ分離。
- 1968年4月1日 - 枚方市立高陵小学校を分離。
- 1972年4月1日 - 枚方市立小倉小学校開校に伴い校区変更。
- 1973年4月1日 - 枚方市立磯島小学校開校に伴い校区変更。
- 1982年7月 - 留守家庭児童会設置。
- 2002年5月 - 枚方市学校園活性化事業の研究校に指定される。
- 2006年 - 校庭の芝生化。

## 通学区域
- 枚方市 上野1丁目・2丁目、上野3丁目（一部）、小倉町（一部）、御殿山町（一部を除く）、御殿山南町（一部）、渚栄町（一部）、渚東町、渚本町、渚元町[3]。

卒業生は枚方市立第一中学校に進学する。

## 出身者
- ハイヒールリンゴ - 漫才師。
- 森脇健児 - タレント。
- 岡田准一 - アイドル。

## 交通
- 京阪本線 御殿山駅 東へ約850m。